# Pan Yi
Pan Yi (潘毅; Pechino, 13 marzo 1973) è un ex calciatore cinese, di ruolo centrocampista.

## Carriera

### Club
Ha giocato 75 incontri, segnando dieci reti, nella massima serie cinese.

### Nazionale
Ha giocato con la nazionale cinese tre incontri amichevoli.

## Statistiche

### Cronologia presenze e reti in nazionale
| Cronologia completa delle presenze e delle reti in nazionale ― Cina | Cronologia completa delle presenze e delle reti in nazionale ― Cina | Cronologia completa delle presenze e delle reti in nazionale ― Cina | Cronologia completa delle presenze e delle reti in nazionale ― Cina | Cronologia completa delle presenze e delle reti in nazionale ― Cina | Cronologia completa delle presenze e delle reti in nazionale ― Cina | Cronologia completa delle presenze e delle reti in nazionale ― Cina | Cronologia completa delle presenze e delle reti in nazionale ― Cina |
| Data                                                                | Città                                                               | In casa                                                             | Risultato                                                           | Ospiti                                                              | Competizione                                                        | Reti                                                                | Note                                                                |
| ------------------------------------------------------------------- | ------------------------------------------------------------------- | ------------------------------------------------------------------- | ------------------------------------------------------------------- | ------------------------------------------------------------------- | ------------------------------------------------------------------- | ------------------------------------------------------------------- | ------------------------------------------------------------------- |
| 19-2-1995                                                           | Hong Kong                                                           | Cina                                                                | 0 – 0                                                               | Corea del Sud                                                       | Coppa Dinastia 1995                                                 | -                                                                   |                                                                     |
| 21-2-1995                                                           | Hong Kong                                                           | Hong Kong                                                           | 0 – 0                                                               | Cina                                                                | Coppa Dinastia 1995                                                 | -                                                                   |                                                                     |
| 23-2-1995                                                           | Hong Kong                                                           | Cina                                                                | 1 – 2                                                               | Giappone                                                            | Coppa Dinastia 1995                                                 | -                                                                   | 33’                                                                 |
| Totale                                                              |                                                                     | Presenze                                                            | 3                                                                   |                                                                     | Reti                                                                | 0                                                                   |                                                                     |